# Сеанса (филм из 1968)
„Сеанса ” је југословенски ТВ филм из 1968. године. Режирао га је Марио Фанели а сценарио је написао Момо Капор

## Улоге
| Глумац         | Улога |
| -------------- | ----- |
| Дара Чаленић   |       |
| Раде Шербеџија |       |